# Układ hamulcowy samochodu
Układ hamulcowy pojazdu to wszystkie elementy mające na celu zatrzymanie pojazdu będącego w ruchu, a także utrzymanie go w miejscu np. na pochyłości.
Samochód zgodnie z przepisami musi być wyposażony w dwa układy hamulcowe:
- podstawowy (roboczy) – uruchamiany nogą poprzez naciśnięcie pedału hamulca. Hamowanie odbywa się tylko w czasie, gdy hamulec jest naciskany (układ monostabilny)
- dodatkowy (awaryjny; potocznie: ręczny) – hamulec ten służy głównie jako hamulec postojowy w celu zabezpieczenia pojazdu przed zjechaniem z miejsca postoju. W razie awarii hamulca podstawowego ma on za zadanie awaryjne wyhamowanie pojazdu. Hamulec awaryjny jest aktywowany, w zależności od rozwiązania, ręką lub nogą. Działa on od momentu włączenia aż do momentu jego wyłączenia (układ bistabilny).

## Hydrauliczny układ hamulcowy
Podstawowy układ hamulcowy w samochodzie osobowym najczęściej działa na zasadzie prasy hydraulicznej. Kierowca, naciskając pedał hamulca, tłoczy płyn nieściśliwy w układzie hydraulicznym do tłoków znajdujących się w cylindrach hamulców kół. Tłoki w hamulcach kół przednich mają większą powierzchnię niż tłoki w tylnych hamulcach. Dzięki temu siła hamowania kół przednich jest większa niż tylnych. Największą zaletą hydraulicznego układu hamulcowego jest to, że siła hamowania jest rozkładana równo na koło prawe i lewe, czego nie zapewniały stosowane wcześniej układy cięgieł. Hamulec hydrauliczny jest najczęściej wspomagany układem zasilanym podciśnieniem z układu dolotowego silnika (w silnikach benzynowych) bądź z pompy podciśnienia (w silnikach Diesla). W przypadku zatrzymania się silnika wspomaganie przestaje działać. Przy niedziałającym wspomaganiu w samochodzie osobowym kierowca najczęściej nadal jest w stanie hamować hamulcem podstawowym. Wymaga to większej siły, ale jest możliwe.
W układzie hydraulicznym stosuje się zwykle dwa obwody hamulcowe. W razie awarii jednego z nich (np. wskutek przerwania przewodu hamulcowego) drugi ma umożliwić awaryjne wyhamowanie pojazdu. Najczęściej jeden obwód hamuje kołem przednim prawym i tylnym lewym, a drugi pozostałymi dwoma kołami.
Często w prostych układach (bez ABS czy systemów kontroli trakcji) stosuje się korektor siły hamowania zmniejszający siłę hamowania kół tylnych, gdy nacisk na koła tylne zmniejsza się.
Jednym z elementów układu hamowania jest pompa hamulcowa. Ma ona dwie sekcje (dwa tłoki w dwóch oddzielnych cylindrach) dla dwóch obwodów hamowania. Na pompie hamulcowej umieszczony jest zbiornik z płynem hamulcowym. W trakcie hamowania klocki hamulcowe ścierają się. Im bardziej klocki są zużyte, tym bardziej są wysunięte tłoki w zaciskach hamulcowych. To z kolei powoduje zwiększenie pojemności układu hamulcowego i spadek poziomu płynu w zbiorniczku z płynem hamulcowym. Jest to zjawisko prawidłowe. Poziom płynu hamulcowego w zbiorniczku spada w miarę zużywania się klocków. Na podstawie poziomu płynu można szacować stan klocków, pod warunkiem że płyn nie był uzupełniany. W nowych samochodach w zbiorniczku hamulcowym stosuje się czujnik poziomu cieczy. Czujnik ten uruchamia lampkę ostrzegawczą. Jeśli lampka zapali się w czasie jazdy, ale od czasu do czasu gaśnie, to najprawdopodobniej klocki są mocno zużyte i trzeba je wymienić. Drugą możliwością jest uszkodzony przewód hamulcowy. Wtedy pozostaje hamowanie jednym obwodem i zatrzymanie pojazdu w bezpiecznym miejscu. Trzeba pamiętać, że lampka sygnalizująca niski poziom płynu jest często uruchamiana także przez zaciągnięcie hamulca awaryjnego. Niektóre samochody posiadają klocki z wbudowanym lub dołączanym czujnikiem zużycia okładzin hamulcowych – wytarcie okładziny do pewnego poziomu, powoduje zwarcie obwodu i zaświecenie ostrzegawczej kontrolki. Czasem stosuje się w klockach specjalną warstwę okładziny ciernej, która wydaje głośny pisk. Warstwa ta jest umieszczona w ostatniej części okładziny. Daje to efekt taki, że zużyte klocki piszczą, zanim uszkodzeniu ulegną tarcze. Ostatnim sygnałem, że trzeba wymienić klocki, jest hałas wydawany przez metalowe elementy całkowicie zużytych klocków trących o tarczę.

## Pneumatyczny układ hamulcowy
W przyczepach ciężkich, w pojazdach ciężarowych, a także pociągach stosuje się układy hamulcowe pneumatyczne. Układ hamulcowy pneumatyczny utrzymuje wysokie ciśnienie w układzie. Hamulec pneumatyczny hamuje, gdy ciśnienie spada. Spadek ciśnienia następuje, gdy kierowca uruchamia hamulec, który uruchamia zawór pneumatyczny zmniejszający ciśnienie w układzie, co powoduje uruchomienie hamulców kół. Do podtrzymania ciśnienia w układzie hamulcowym służy sprężarka (najczęściej napędzana silnikiem pojazdu). Zaletą układu pneumatycznego jest to, że po zatrzymaniu silnika kierowca może jeszcze zatrzymać pojazd oraz przy zerwaniu przewodów pneumatycznych hamulec natychmiast zacznie działać i zatrzyma pojazd. 

## Mechaniczny układ hamulcowy
W lekkich przyczepach czasem stosuje się hamulec najazdowy wytwarzający siłę hamowania na koła przyczepy, gdy przyczepa naciska na uchwyt hamulca, co ma miejsce, gdy samochód zwalnia. 

## Włącznik światła stop
Włącznik światła STOP może być zrealizowany na dwa sposoby:
- Czujnik ciśnienia w układzie hydraulicznym zwierający styki, gdy ciśnienie wzrośnie.
- Wyłącznik krańcowy na pedale hamulca.